# Kwangok
Le Kwangok est une race de poneys originaire de Corée du Nord. Les rares informations connues à son sujet ont été transmises par Jean-Louis Gouraud, à l'occasion d'une visite de ce pays en 2016.

## Histoire
Les informations parvenues au sujet du Kwangok ont été collectées par l'écrivain français Jean-Louis Gouraud, revenu d'une visite de la Corée du Nord à l'automne 2016. Contrairement à d'autres races nord-coréennes comme le Pyongwon et le Sabyol, le Kwangok perdure malgré la régression de l'usage des chevaux au travail dans les rizières.

## Description
Jean-Louis Gouraud décrit un poney trapu et massif, court sur jambes. La tête est lourde, et la crinière ébouriffée. L'unique photo connue montre un sujet de robe alezan.

## Utilisations
Il est employé en équitation sur poney.

## Diffusion de l'élevage
La race est propre à la Corée du Nord.